# Туралов, Халил Магомедович
Халил Магомедович Туралов (род. 12 февраля 1965, аул Ангида, Цумадинский район, Республика Дагестан) — советский и российский тренер по тайскому боксу и борьбе ушу-саньда. Заслуженный тренер России.

## Биография
Халил Магомедович Туралов родился в 1965 году в Дагестане. В 1989 году основал спортивный клуб «Триада» в Махачкале, ныне является главным тренером данного клуба. Среди воспитанников Халила Магомедовича чемпионы и призеры чемпионатов Европы и Мира по ушу-саньда: Магомед Гитинов, Магомед Расулов, Ибрагим Гаджидадаев, чемпионы Мира по итальянской версии С. Умаханов, Р. Муртузалиев, Булат Мурзаев, Назим, Багаудин, Рахман Абасовы. Халил Магомедович является первым тренером известного чемпиона Мира по ММА Ризвана Куниева,  Рашида Юсупова, который под его руководством достиг первых вершин в единоборствах, стал двукратным чемпионом Дагестана по ушу-саньда, а затем чемпионом Евразии, обладателем Кубка России и призёром чемпионата России и дальше продолжил карьеру в любительском ММА где стал чемпионом Европы и Мира, чемпионом России, обладателем Суперкубка России. Среди профессионалов известен по выступлениям в организации M-1 Global, является действующим чемпионом M-1 в полутяжёлой весовой категории. Мастер спорта России международного класса.
Принимает участие в организации и проведении множества турниров различного уровня. Сейчас Халил Магомедович занимается развитием ушу-саньда в Дагестане и в России в целом. В 1995 году был удостоен почётного звания «Заслуженный тренер России».